# Борис Владимирски
Борис Еремевич Владимирски (рус. Бори́с Ереме́евич Влади́мирский; Кијев, 27. фебруар 1878 — Москва, 12. фебруар 1950) је био совјетски сликар школе социјалистичког реализма.
Владимирски је рођен у Кијеву, Украјина. Умјетничке студије је започео врло рано са само 10 година. Касније, 1906. године, уписује Кијевску умјетничку школу. Прву слику је изложио 1906. године.
Пошто је стекао статус званичног совјетског сликара, његово дјело је врло добро примано од стране режима и излагано широм Совјетског Савеза и шире у блоку социјалистичких земаља, послије Другог свјетског рата. Његово дјело је примјер идеје школе социјалистичког реализма, које је чинило многе колекције федералних совјетских институција. Такође је познат по портретима високих државних чиновника Совјетског Савеза.